# Padel
Padel (Spaans: pádel) is een racket- en balsport, die gespeeld wordt in een omsloten veld, of kooi. Het wordt voornamelijk met vier spelers gespeeld, waarbij een bal, gelijkend op een tennisbal, met een racket over een net gespeeld dient te worden. Het lijkt een combinatie van tennis en squash. Het speelveld is ongeveer 25% kleiner dan een tennisveld.
Bij padel moet de bal over het net op de speelhelft van de tegenstander(s) geslagen worden, zonder dat de bal eerst een van de wanden raakt. Het doel is om de tegenstander(s) te beletten de bal terug te slaan. De bal blijft echter in het spel als hij eerst de grond raakt en nadien een van de wanden. Dit zorgt voor langere rally's. Dit betekent ook dat tactiek belangrijker is dan kracht, aangezien de bal steeds kan terugkeren.
De sport wordt zowel recreatief als competitief beoefend. Padelspelers zijn over het algemeen lid van een padelclub, die dan is aangesloten bij een padelfederatie. De wereldpadelbond is de FIP, Federación Internacional de Pádel.

## Geschiedenis
Padel ontstond in 1969 in de Mexicaanse badplaats Acapulco. De bedenker van padel, Enrique Corcuera, was een rijke zakenman. Hij had thuis niet genoeg plaats om een tennisterrein te laten plaatsen, dus bedacht hij een soortgelijke sport. Hij bakende een terrein van 10 bij 20 meter af met 3 tot 4 meter hoge muren. Een net scheidde beide zijden. Aangezien het veld kleiner was, dacht hij eraan om niet met tennisrackets te spelen, maar met kleinere houten rackets.
Aanvankelijk werd padel alleen gespeeld door de Mexicaanse elite, maar via Alfonso de Hohenlohe, een Spaanse vriend van Corcuera, belandde padel ook in Spanje. De Hohenlohe introduceerde de sport in Marbella, waar in 1974 de eerste Europese padelclub werd opgericht. De eerste spelers waren rijke vrienden van De Hohenlohe. Promotie via koning Juan Carlos en Manolo Santana, voormalig Wimbledon-winnaar, deed het aantal padelbeoefenaars snel toenemen. Een andere vriend van De Hohenlohe, Julio Menditengui, bracht padel naar Argentinië, waar padel uitgroeide tot een nationale sport met meer dan 10.000 terreinen en 2 miljoen beoefenaars. In Spanje werd de grens van 1 miljoen beoefenaars in de jaren negentig bereikt. Padel is er momenteel de populairste sport op voetbal na, met 5 miljoen beoefenaars. Het is een van de snelst groeiende sporten ter wereld, met wereldwijd ongeveer 10 miljoen beoefenaars (december 2014). Spanje en Argentinië blijven voorlopig ook de toplanden in de internationale competitie.
Het eerste wereldkampioenschap werd georganiseerd in 1992 in Sevilla met delegaties uit elf landen uit Europa en Amerika. Sindsdien vindt het tweejaarlijks plaats. Andere grote toernooien die ook tienduizenden toeschouwers trekken zijn de Europacup, de Padel Pro Tour (Spanje en Argentinië) en de Tri-Nations Cup in Latijns-Amerika. In 2021 werd het WK padel in Qatar gespeeld, zowel bij de mannen als de vrouwen werd Spanje wereldkampioen en Argentinië de runner-up. Begin 2022 werd bekend dat Qatar Sport Investments, QSI, de nieuwe supportsponsor wordt van een wereldwijde FIP Pro Tour en dat dit de enige officiële wereldtour zal zijn. Daarmee komt de Wereld Padel Tour (WPT), de afgelopen jaren organisator van de belangrijkste profwedstrijden in de padelsport, dat gesponsord wordt door het Spaanse biermerk EstrellaDamm, onder druk te staan omdat veel profspelers die een contract hebben met de WPT over willen stappen naar de FIP Pro Tour. Belangrijkste reden hiertoe zou zijn dat de FIP Pro Tour financieel interessanter is voor de (top)spelers.

## Het veld

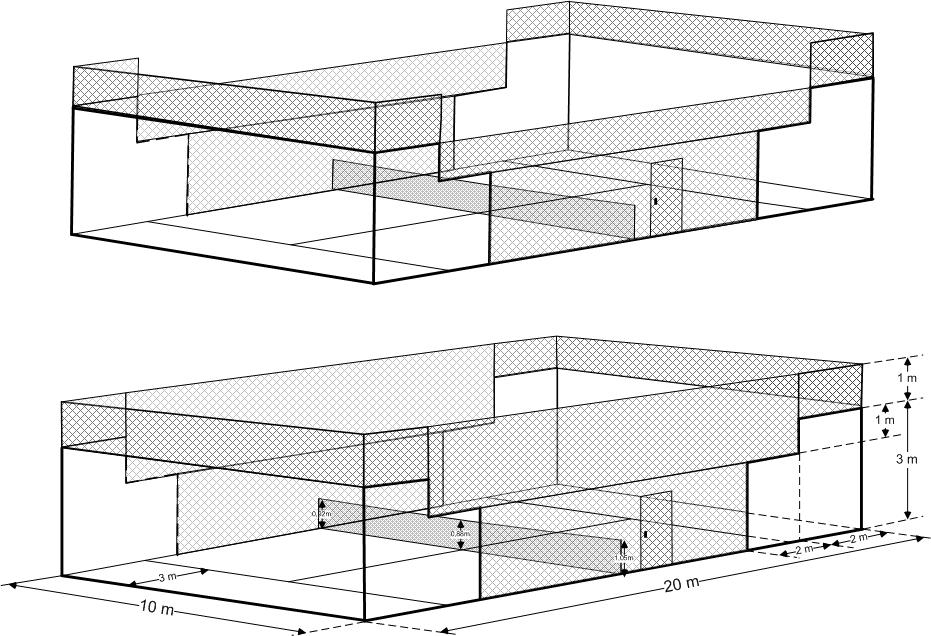
Padelveld

Padel wordt bij dubbelspel gespeeld op een terrein van 10 bij 20 meter, bij enkelspel is dit 6 bij 20 meter. Het veld wordt aan alle zijden begrensd door een wand. Aan de korte zijden is deze wand hoger dan aan de lange zijden, die hekwerk worden genoemd. Dit terrein wordt door een net in tweeën verdeeld. Elk van de twee speelhelften is verdeeld in drie vlakken: een achtervlak en twee voorvlakken (servicevlakken). De lijn tussen de twee helften heet de middellijn en de achterste lijn heet de basislijn of baseline. Het veld en de vakken worden gescheiden door witte lijnen, die deel uitmaken van het speelveld. Terreinen hebben 3 meter hoge betonnen of glazen wanden (achter- en zijwanden). Glazen wanden worden vaak gebruikt om padel-wedstrijden op tv uit te zenden. De camera's kunnen dan achter het glas filmen zonder het risico te lopen om door de bal geraakt te worden. Ook het publiek kan dan de wedstrijd zien zonder het risico te lopen om geraakt te worden door de bal. Aan beide laterale zijden is er een 12 meter lange rastering (metaal), met aan minimaal een zijde een deur in het midden.
De ondergrond waarop gespeeld wordt, bestaat meestal uit kunstgras maar niet met lange sprieten. Er kan ook op beton of gravel gespeeld worden.

## Spelregels
Padel wordt meestal zonder scheidsrechter gespeeld. Zo wil men de fair play benadrukken. Zoals bij tennis en badminton is de lijn deel van het veld. Raakt de bal de lijn, dan is deze dus goed.

### Serveren
- De eerste opslag wordt vanaf de rechterkant geslagen en wordt daarna afwisselend van links en rechts geslagen.
- De opslag gebeurt onderhands nadat men de bal één keer laat stuiteren achter de opslaglijn. De bal moet op of onder taille-hoogte geraakt worden. De serveerder moet met één voet op de grond blijven staan. Die voet mag hierbij de opslaglijn niet overschrijden of raken.
- De opslag moet – zonder het net te raken – direct in het diagonaal gelegen servicevak van de tegenstander stuiteren. Dit is vergelijkbaar met de service bij tennis. De bal mag daarna de wand raken, maar niet het hekwerk. De lijn is deel van het veld. Raakt de bal de lijn, dan is de bal dus goed.
- De serveerder krijgt twee pogingen. Als de bal bij een opslag het net raakt en daarna in het servicevak van de tegenstander landt, geldt dit niet als een poging, maar wordt de opslag opnieuw genomen.
- De bal moet eerst stuiteren voordat de ontvanger terug mag slaan. De return mag niet bovenhands gespeeld worden.
- De ontvanger kan kiezen om de bal terug te spelen voordat of nadat de bal de wand heeft geraakt.
- De opslag rouleert per game. Bij dubbel is het afwisselend iemand van het ene team en iemand van het andere team. Dit blijft wel steeds dezelfde volgorde.

### Spelverloop na de opslag
- Na de opslag zijn de lijnen niet meer van belang.
- De bal mag de wand of het hekwerk van de tegenstander pas raken nadat de bal op de grond gestuiterd heeft.
- De ontvanger mag de bal volleren of eenmaal op de grond laten stuiteren. Na de stuiter mag de bal de wand of het hekwerk een of meerdere keren raken, voordat hij teruggespeeld wordt. Er mag tegen de eigen wand gespeeld worden om zo de bal over het net te krijgen. Tegen het eigen hekwerk spelen is fout.
- Als de bal via het speelveld over de wanden wordt geslagen is het punt voor de aanvaller. Spelers mogen echter het speelveld verlaten om de bal over de wanden terug op het veld van hun tegenstander te slaan.
- In het uitzonderlijke geval dat de bal perfect in de hoek tussen de wand en de grond (beter bekend als 'rate') terechtkomt is de rally ongeldig en moet deze opnieuw gespeeld worden.

### De puntentelling
Het scoreverloop is hetzelfde als bij tennis, 15, 30, 40 en game, met de volgende uitzondering:
- In het seizoen 2020 van de World Padel Tour is de "Gold Point" of "Golden Point" geïntroduceerd, een nieuwe methode voor hoofdtoernooien (Master Final, Master, Open en Challenger) georganiseerd door de World Padel Tour. Deze methode wordt tevens gevolgd bij de meeste niet-professionele toernooien.
  - De golden point in Padel:
    - De golden point vindt plaats bij elke game die de score van 40-40 haalt (bij tennis wint in dat geval degene die hierna twee punten haalt de game).
    - Het ontvangende team bepaalt of de opslag van de linker- of rechterkant van het veld komt.
    - Het team dat vervolgens een punt scoort, wint de game.

Na een oneven aantal games wisselen de spelers van kant.
Afhankelijk van de competitieformule speelt men naar twee of drie gewonnen sets. Een set wordt gewonnen door het team dat als eerste zes games wint, met twee games verschil. Bij 6-6 wordt net als bij tennis een tie-break gespeeld, die gaat tot zeven gewonnen punten, met twee punten verschil.
Er wordt in tegenstelling tot tennis geen beslissende set gespeeld bij 1-1 of 2-2 in sets. In plaats daarvan wordt dan een "Supertiebreak" gespeeld die gaat tot 10 punten met twee punten verschil.

## Materiaal

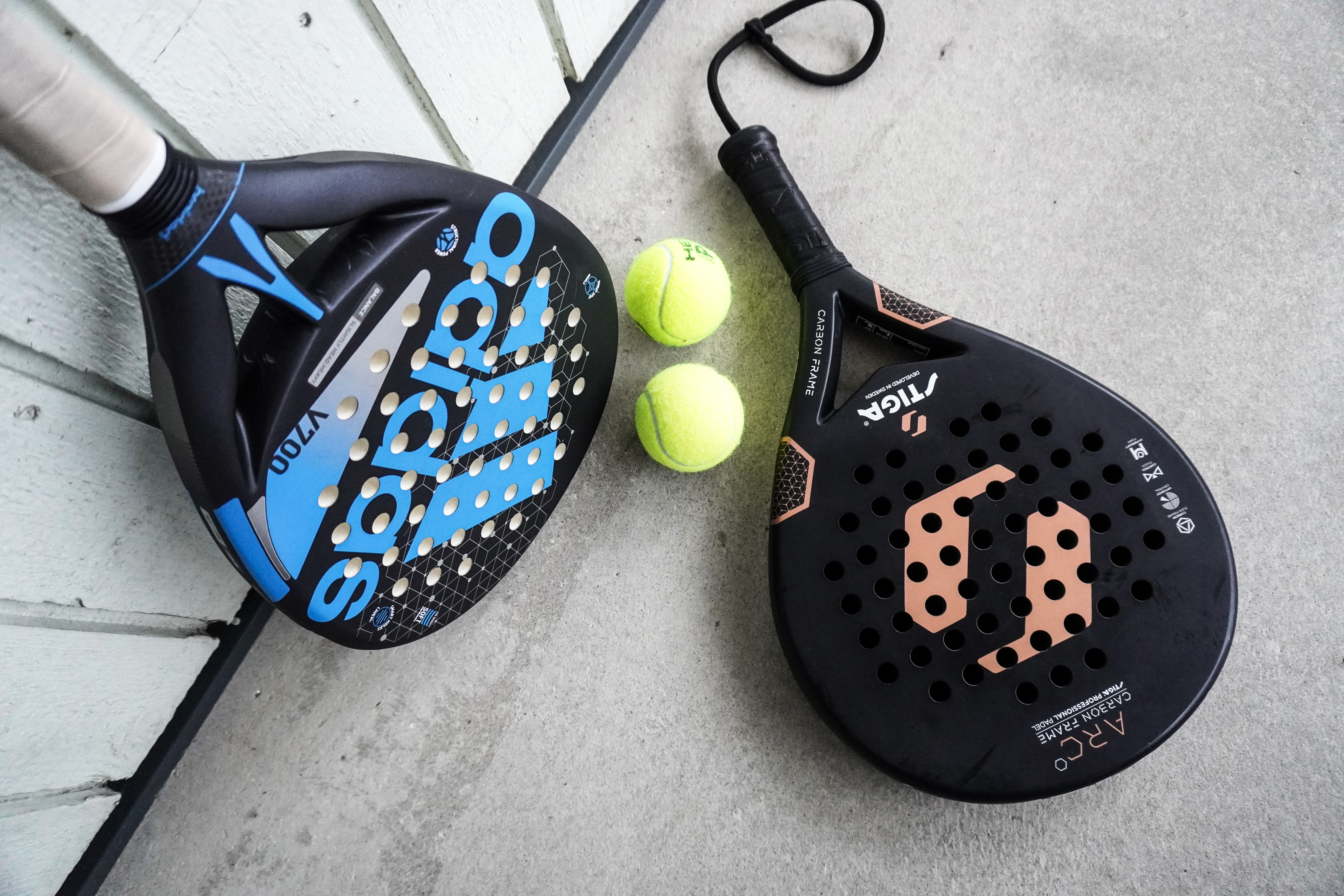
Padelrackets en ballen

### De bal
Padel wordt gespeeld met een bal, gelijkend op die van tennis. Een padelbal is echter lichter en kleiner dan de reguliere tennisbal. De druk in een padelbal ligt tussen 1,78 en 2,01 bar. Deze druk is lager dan in een tennisbal, een padelbal beweegt daardoor trager. Na een val vanaf 254 cm hoogte op een harde ondergrond moet de bal 135 tot 145 cm stuiten.

### Het racket
Padel wordt (meestal) gespeeld met een padelracket van koolstofvezel. Het bevat een ongelimiteerd aantal gaten en een koord om het racket aan de pols vast te maken. Alle padel rackets hebben een maximale lengte van 45,5 centimeter en een maximale breedte van 26 centimeter. Rackets kunnen variëren in vorm, gewicht en basismateriaal. Afhankelijk van de leeftijd en het niveau van een speler kan men bepalen welk racket iemand het best past. Er zijn drie basisvormen:
- Diamantvorm: voor gevorderde spelers, de sweetspot en balans zit hoger, waardoor een hefboomeffect ontstaat en er harder geslagen kan worden.
- Traanvorm: voor medium tot gevorderde spelers, de sweetspot en de balans zitten in het midden van het blad.
- Rond: geschikt voor beginnende spelers, maar in de top van de wereld wordt er ook met ronde rackets gespeeld.[bron?] De sweetspot is relatief groot en bevindt zich in het midden, maar de balans is een stuk lager. Zo is een racket met deze vorm het gemakkelijkst te gebruiken.

Een sweetspot is de plaats waar een slag of stoot resulteert in een maximale respons voor een bepaalde inspanning. Een bepaalde slag zal resulteren in een grotere impuls als de bal het racket op de sweetspot raakt.
Zoals in tennis en squash speelt gewicht ook een rol. Padelrackets wegen tussen de 365 en 396 gram. Er is geen officieel gewicht voor padelrackets en dus zijn er veel verschillen in gewicht te vinden. Lichte rackets bewegen makkelijker en zorgen voor een snellere reactietijd aan het net. Het makkelijke bewegen en de lichte weerstand van een licht racket is ideaal voor beginners. Zwaardere rackets hebben meer massa waardoor het mogelijk is om meer kracht over te brengen. Het nadeel van een zwaarder racket is dat het de reactietijd aan het net kan beïnvloeden.
Een racket is meestal tussen de 36 en 38 millimeter dik.

### Schoeisel
Voor padel zijn speciale schoenen verkrijgbaar. Ze hebben overeenkomsten met tennisschoenen, maar verschillen ook omdat bij padel meer kleine, abrupte stappen worden gemaakt. Ook is het speelveld vaak van een ander materiaal gemaakt (kunstgras).

## Padel België
Padel Belgium heeft verschillende federaties: Padel by Tennis Vlaanderen, Padel Vlaanderen vzw en Association Francophone de Padel (AFPadel).
Het Belgisch mannenteam heeft in 2014 alle concurrentie verslagen en zich zo geplaatst voor het WK padel. Daar hebben ze een twaalfde plaats gehaald op 16 ploegen. Ze hielden zo landen als Nederland en Canada achter zich.
In 2021 op het WK in Qatar werd het Belgische mannenteam 9e en daarmee het 4e Europese land achter wereldkampioen Spanje, Frankrijk (4e) en Italië (5e). De Belgische vrouwen kwamen op het WK van 2021 zelfs tot een 6e plaats, ook zij zagen de Europese teams van Spanje (1e), Italië (3e) en Frankrijk (4e) voor zich eindigen.
Tom De Sutter is een Belgische voormalig beroepsvoetballer en speelt padel. In 2015 opende hij te Brugge zijn eerste padelclub.
Voormalig toptennisspeelster Kim Clijsters geeft ondersteuning aan de padelsport door investering in een systeem, 'Pablo totem', om illegaal gebruik van padelbanen tegen te gaan.

## Padel Nederland
De eerste banen in Nederland werden gebouwd in Vijfhuizen en Spijkenisse. In 2010 kwamen de eerste verenigingen met meerdere banen in Den Bosch en Enschede.
In 2011 is de Nederlandse Padelbond opgericht. Grondlegger en voorzitter van de Nederlandse Padelbond is Norberto R. Nesi. Hij groeide op in de Argentijnse hoofdstad Buenos Aires en kwam daar op jonge leeftijd in aanraking met de padelsport. In 2003 verhuisde hij naar Nederland. De Nederlandse Padelbond (NPB) ging in 2020 op in de Nederlandse tennisbond KNLTB.
In 2013 hebben twee koppels van het Nederlands Padelteam meegedaan aan het wereldkampioenschap Padel in Bilbao (Spanje). Peter Bruijsten / Berend Boers en Marcel Bogaart / Coen Beltman. In 2014 kwalificeerde Nederland zich voor het WK teams op Mallorca. Zij behaalden uiteindelijk een 14e plaats van de 16 deelnemende landen. In 2018 vaardigde Nederland zowel bij de vrouwen als de mannen een team voor de landenwedstrijd als ook verschillende dubbels af naar de WK in Paraguay. Er werden geen medailles gehaald. Op het WK van 2021 in Qatar waren alleen de Nederlandse vrouwen actief, het Oranje-team werd op dit WK 9e, achter Duitsland (8e) maar voor Paraguay (10e).
In 2011 waren er 11 padelbanen op 4 locaties. In 2015 waren het er 51 banen op 15 locaties. Halverwege 2019 is het aantal banen 465 op 152 locaties. In maart 2022 (tijdens het NK padel van 2021) werd de 1000e padelbaan gerealiseerd. In juli 2022 waren er 400 padellocaties met 1339 padelbanen.

### Padelspelers in Nederland
In Nederland zijn in februari 2023 ongeveer 230.000 padelspelers. Een jaar later in februari 2024 staat de teller op meer dan 400.000.
Men berekent volgens opgave van de clubs het aantal spelers per baan. Dit doen ze voor vereniging en zelfstandige commerciële centra. Het gemiddeld aantal spelers voor een vereniging is een stuk lager dan dat voor een commercieel centrum. Voor een vereniging is het 79 spelers per baan en bij een commercieel centrum is het 198 spelers per baan. Deze aantallen worden vermenigvuldigd met het totaal aantal bekende banen en zo wordt het totaal berekend.

## Geluid
Doordat de glazen wanden rondom een padelbaan het geluid als een klankkast versterken en de rackets van koolvezel zijn, kunnen geluidswaarden worden bereikt van 10 decibel meer dan die van een tennisbal. Daardoor geeft de snel groeiende populariteit van padel in woonwijken soms aanleiding tot klachten over geluidsoverlast. Voordat nieuw aangelegde padelbanen in Nederland in gebruik kunnen worden genomen, moet er een melding bij het bevoegd gezag worden gedaan op grond van het activiteitenbesluit Milieubeheer. In dit besluit staan expliciete geluidsnormen die gelden voor zowel het gemiddelde als maximale geluid dat er door padelbanen mag worden voortgebracht.